# Бенедикт Савойский
Бенеди́кт Саво́йский (итал. Benedetto di Savoia), он же Бенеди́кт Мари́я Маури́ций Саво́йский (итал. Benedetto Maria Maurizio di Savoia; 21 июня 1741, Турин, Сардинское королевство — 4 января 1808, Рим, Папская область) — принц из Савойского дома, герцог Шабле. Командовал армией сардинского королевства во время войны с Французской республикой.

## Биография
Бенедикт Мария Мауриций родился в королевском замке Венария под Турином 21 июня 1741 года. Принц был третьим ребёнком и вторым сыном Карла Эммануила III, короля Сардинии, от его брака с Елизаветой Терезой Лотарингской, принцессой из Лотарингского дома. По отцовской линии он приходился внуком Виктору Амадею II, королю Сардинии, и Анне Марии Орлеанской, принцессе из Орлеанской ветви дома Бурбонов. По материнской линии был внуком Леопольда I, герцога Лотарингии, и Елизаветы Шарлотты Орлеанской, принцессы из Орлеанской ветви дома Бурбонов. Его бабушки приходились друг другу единокровными сёстрами, а дядей по материнской линии был император Франц I.
Принца крестил апостольский комиссар кардинал Лудовико Мерлини, дав ему первое имя в честь его современника — римского папы Бенедикта XIV. Вскоре после рождения Бенедикта умерла его мать. В 1753 году король Карл Эммануил III заказал для принца дворец архитектору Бенедетто Альфьери. Позднее палаццо получило название дворца Кьяблезе. В 1763 году Бенедикту был присвоен титул герцога Шабле, который по-традиции носили младшие представители Савойской династии. В том же году он получил от отца во владение ещё целый ряд феодов. Полная титулатура Бенедикта включала титулы герцога Шабле, князя Бене, Дронеро, Бра, Крешентино, Буски и Трино, маркиза Ченталло, Сантии, Безаны, Боргоманеро и Гемме, графа Полленцо, Роккабруна, Тричеро и Апертоле, маркиза Алье, графа Байро и Одзеньи, кавалера Высшего ордена Святого Благовещения с 1750 года, кавалера Большого креста ордена святых Маврикия и Лазаря, аббата-коммендатария монастыря Девы Марии в Стаффарда.
После смерти старшего брата он стал единственным племянником императора Франца I. Дядя испытывал к нему особенную привязанность и хотел, чтобы принц женился на его дочери Марии Кристине Лотарингской, в приданое за которой император собирался дать новое государство. Сначала он думал основать архигерцогство в Тироле или Штирии. Наконец, им было принято решение о создании герцогства в Луниджане путём объединения нескольких имперских ленов. В 1765 году герцог Шабле отправился в Инсбрук на свадьбу австрийского эрцгерцога Леопольда, будущего великого герцога Тосканы и императора под именем Леопольда II, и инфанты Марии Луизы Испанской. Заодно он собирался обсудить с императором приготовления к своей свадьбе. Но Франц I внезапно умер, и принц вернулся в Турин ни с чем.
Императрица Мария Терезия, испытывавшая личную неприязнь к королю Карлу Эммануилу III, тянула со свадьбой. Она разрешила эрцгерцогине Марии Кристине выйти замуж по любви за тешенского герцога Альберта. Двор в Вене предложил герцогу Шабле в жены сестру бывшей невесты, которая имела слабое здоровье. При дворе в Турине намёк поняли, и свадебные приготовления были остановлены.
В Турине 19 марта 1775 года Бенедикт Мария Мауриций сочетался браком со своей племянницей — принцессой Марией Анной Савойской, дочерью сардинского короля Виктора Амадея III и инфанты Марии Антонии Испанской. Близкородственный брак оказался бездетным.
В том же 1775 году герцог получил звание капитан-генерала армии сардинского королевства. Он также был главой Кьяблезского пехотного полка, состоявшего из иностранцев и шефом-полковником королевских драгунов. В 1792—1797 годах Бенедикт участвовал в войне первой коалиции. В 1796 году по Кераскому миру между Сардинским королевством и Французской республикой Савойское герцогство отошло к последней. По этой причине принц утратил титул герцога Шабле и получил, вместо него, титул маркиза Ивреи. Когда в 1798 году армия французской республики оккупировала Пьемонт, он вместе с остальными членами королевской семьи отправился в изгнание на остров Сардинию. В том же году племянник Бенедикта, король Карл Эммануил IV, назначил его комендантом береговых крепостей на острове. В это же время в прессе появилась информация о том, что бывший герцог Шабле собирается присягнуть на верность Наполеону и, тем самым, спасти от конфискации своё многочисленное имущество в оккупированном Пьемонте. Однако информация оказалась недостоверной. Позднее Бенедикт, вместе с супругой, переехал в Рим, где скончался 4 января 1808 года. Останки принца покоятся в усыпальнице Савойской династии в базилике Суперга в Турине.

### Книги
- Cigna Santi V. Am. Serie cronologica de’ cavalieri dell’ordine supremo di Savoia detto prima del Collare, indi della Santissima Nunziata co’ nomi, cognomi, titoli, e blasoni delle arme loro :  [итал.]. — Torino : Stamperia reale, 1786. — P. 235. — 298 p.
- Ilari V., Shama D. Dizionario biografico dell’Armata Sarda: seimila biografie (1799—1821) con la storie dell’Ordina Militare di Savoia e l’elenco dei primi decorati :  [итал.]. — Invorio : Widerholdt Frères, 2008. — P. 460. — 600 p. — ISBN 978-88-902817-9-2.
- Niederkorn J. P. Höfe als Orte der Kommunikation: die Habsburger und Italien (16. bis 19. Jahrhundert) :  [итал.]. — Bologna : Società editrice il Mulino, 2010. — Vol. XXIV. — P. 216, 232—233. — 346 p. — (Annali dell’Istituto Storico Italo-Germanico in Trento: Contributi). — ISBN 978-8-81-513978-8.
- Atti della Reale Accademia di Medicina di Torino :  [итал.]. — Torino : Tipografia C. Favale e Compagnia, 1869. — Vol. V. — P. 155. — 315 p.
- Fasti della monarchia di Savoia :  [итал.]. — Torino : Per Giacinto Marietti Tipografo-Libraio, 1845. — P. 158, 165, 168, 195. — 215 p.
- Musei di Torino. Nuovi modi di comunicare cultura e bellezza nella prima capitale d’Italia :  [итал.]. — Milano : Franco Angeli, 2015. — P. 109. — 175 p.